# Нижняя Синьга
Нижняя Синьга — река в России, протекает по Ялуторовскому и Заводоуковскому районам Тюменской области. Устье реки находится в 36 км по правому берегу реки Бочанка. Длина реки составляет 13 км.
Система водного объекта: Бочанка → Тобол → Иртыш → Обь → Карское море.

## Данные водного реестра
По данным государственного водного реестра России относится к Иртышскому бассейновому округу, водохозяйственный участок реки — Тобол от впадения реки Исеть и до устья, без рек Тура, Тавда, речной подбассейн реки — Тобол. Речной бассейн реки — Иртыш.
Код объекта в государственном водном реестре — 14010502612111200004179.